# Galaxy 25
Galaxy 25 (früher Telstar 5 und Intelsat Americas 5) war ein Kommunikationssatellit des Satellitenbetreibers Intelsat aus der Galaxy-Flotte.

## Missionsverlauf
Er wurde von Loral Skynet als Telsat 5 bestellt. Er wurde am 24. Mai 1997 auf einer Proton-K-Trägerrakete vom Kosmodrom Baikonur ins All gebracht. Ab dem 15. Februar 2007 wurde er von Intelsat betrieben.

## Technik
Der dreiachsenstabilisierte, kastenförmige Satellit wurde von Space Systems/Loral (SS/L) auf Basis deren Satellitenbus SSL-1300 gebaut. Er besaß insgesamt 52 Transponder und wurde durch Solarpanele und Batterien mit Strom versorgt. Die geplante Lebensdauer lag bei zwölf Jahren. Ende 2008 wurde er durch Galaxy 19 ersetzt.

## Empfang
Er wurde zur Versorgung der USA, der südlichen Teile von Kanada, Mexiko und der Karibik mit Kommunikationsdienstleistungen (digitales Satellitenfernsehen) gebaut. Dazu ist er mit 24 C-Band und 28 Ku-Band Transpondern ausgestattet, die insgesamt 3200 Watt Ausgangsleistung erzeugen.